# Corporação Palestina de Radiodifusão
A Corporação Palestina de Radiodifusão (português brasileiro) ou Corporação Palestiniana de Radiodifusão (português europeu) (PBC; em árabe: هيئة الإذاعة والتلفزيون الفلسطينية, romanizado: Hayʾat al-ʾIḏāʿa wa-t-Tilifizyūn al-Filasṭīniyya) ou Corporação Palestina de Radiodifusão Pública (em árabe: الهيئة العامة للإذاعة والتلفزيون الفلسطينية; al-Hayʾa l-ʿĀmma li-l-ʾIḏāʿa wa-t-Tilifizyūn al-Filasṭīniyya), também conhecida em inglês como Palestine TV, foi criada em 1 de julho de 1994 e está sob a jurisdição da Autoridade Palestina.
A PBC tem uma estação de rádio subsidiária conhecida como Voz da Palestina e um canal via satélite conhecido como Canal de Satélite Palestino. A Palestine TV começou a transmitir em 1996 em Gaza.

## História
O primeiro chefe da PBC foi o ativista do Fatah e leal a Arafat, Radwan Abu Ayyash, ex-chefe da Associação de Jornalistas Árabes. A PBC tinha uma rede de televisão terrestre, compreendendo o canal 5 em Nablus, o canal 21 em Khan Yunis, o canal 21 em Jericó (potência muito baixa), o canal 23 em Kasser-Elhakim, o canal 25 na capital Ramallah, o canal 30 em Halhul, o canal 31 em Jenim e os canais 4 e 34 em Bet-Jalla. O canal em seus primeiros anos transmitia doze horas por dia, até dezoito horas em períodos de feriados.
Em 19 de janeiro de 2002, as Forças de Defesa de Israel usaram explosivos para destruir o prédio principal de cinco andares e a torre de transmissão da PBC em Ramallah, alegando retaliação pela morte de seis pessoas por um atirador palestino ligado ao Fatah. Mais tarde, o governo israelense criticou a PBC por transmitir material considerado antissemita ou que incitava a violência.
A corporação de radiodifusão é um antigo membro associado da União Europeia de Radiodifusão, e foi alegado que manteve negociações com a União Europeia de Radiodifusão para se tornar um membro ativo pleno. No entanto, a Palestina não é membro das organizações necessárias e, portanto, não cumpre com os critérios. Atualmente, a emissora é membro da União de Radiodifusão dos Estados Árabes (ABSU).

## Financiamento
A PBC foi financiada parcialmente pelo governo dos EUA até 1998. Em 2010, o Presidente do Estado da Palestina, Mahmoud Abbas, emitiu um decreto convertendo a PBC em uma instituição pública.